# Iwan Iwanowitsch Tolstoi

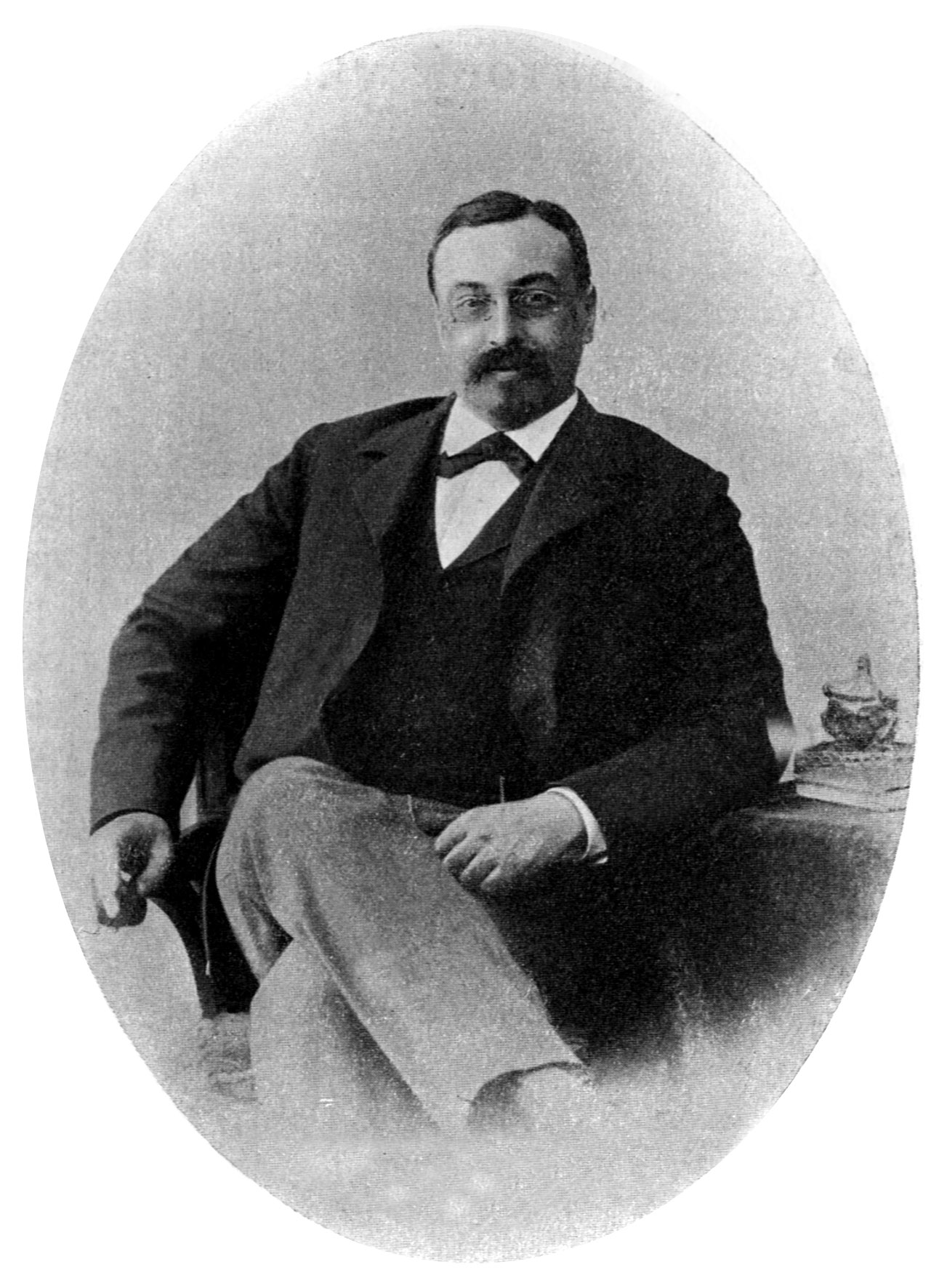
Iwan Iwanowitsch Tolstoi

Iwan Iwanowitsch Tolstoi (russisch Иван Иванович Толстой, wiss. Transliteration Ivan Ivanovič Tolstoj; * 6. Maijul. / 18. Mai 1858greg.; † 7. Maijul. / 20. Mai 1916greg. in Haspra) war ein russischer Staatsmann, Numismatiker und Archäologe.

## Leben
Iwan Tolstoi war Angehöriger der Familie der Grafen Tolstoi. Seine Eltern waren der russische Minister Iwan Matwejewitsch Tolstoi (1806–1867) und Elisabeta Wassiliewna Tulinowa (1826–1870). Der Kunsthistoriker Dmitri Iwanowitsch Tolstoi (1860–1941) war sein Bruder. Der gleichnamige Klassische Philologe Iwan Iwanowitsch Tolstoi (1880–1954) war sein Sohn.
Er studierte Jura an der Universität St. Petersburg.
Er war Mitglied der Kaiserlich Russischen Archäologischen Gesellschaft, von 1885 bis 1890 deren Sekretär, ab 1893 deren Vizepräsident. 1886 wurde er Mitglied der Kaiserlichen Archäologischen Kommission. Ab dem Jahr 1893 war er Vizepräsident der Akademie der Künste in St. Petersburg. Seit 1911 war er Vorsitzender der Russischen Gesellschaft der Numismatiker, zudem Vorsitzender der Russischen Gesellschaft zur Erforschung des jüdischen Lebens. 1882 wurde er Ehrenmitglied der Gelehrten Estnischen Gesellschaft in Dorpat und im Dezember 1897 Ehrenmitglied der Russischen Akademie der Wissenschaften in St. Petersburg.
Von Juli 1905 bis Februar 1906 war er russischer Erziehungsminister und von 1912 bis 1916 Bürgermeister von St. Petersburg. Er wurde auf dem Nikolaus-Friedhof in St. Petersburg beigesetzt.

## Veröffentlichungen
- mit Nikodim Kondokow: Russkija drevnosti v pamjatnikach iskusstva [Das russische Altertum in seinen Kunstdenkmälern]. 6 Bände, Sankt-Petersburg 1889–1899,
  - französische Ubersetzung der ersten drei Bände: Antiquités de la Russie meridionale. 2 Bände, Leroux, Paris 1891–1893.